# Patrick Herrmann (Fußballspieler, 1991)
Patrick Herrmann (* 12. Februar 1991 in Saarbrücken) ist ein ehemaliger deutscher Fußballspieler. Der Flügelspieler war in seiner Profikarriere ausschließlich für Borussia Mönchengladbach aktiv und spielte zweimal für die deutsche Nationalmannschaft.

## Karriere

### Kindheit und Ausbildung
Herrmann wuchs im Illinger Ortsteil Uchtelfangen im Saarland auf. Er besuchte bis 2008 die Handelsschule und absolvierte den mittleren Schulabschluss. Als er im Sommer 2008 ins Internat von Borussia Mönchengladbach wechselte, besuchte er gleichzeitig vormittags die zweijährige Höhere Handelsschule für Wirtschaft und Verwaltung in Mönchengladbach, die er im Sommer 2010 mit der Fachhochschulreife verließ.

### Vereine
Patrick Herrmann begann im Alter von sechs Jahren beim FC Uchtelfangen mit dem Fußballspielen und wechselte 2004 in die Jugendabteilung des 1. FC Saarbrücken. 2008 wurde er von Borussia Mönchengladbach für die A-Jugend verpflichtet. In seiner zweiten Spielzeit bei Borussia Mönchengladbach kam er im Oktober 2009 erstmals für die zweite Mannschaft in der Regionalliga West zum Einsatz. Nach einigen Spielen in der zweiten Mannschaft und in den wöchentlichen Nachwuchsrunden nahm ihn der damalige Cheftrainer Michael Frontzeck mit ins Wintertrainingslager der Profis nach Spanien. Am 16. Januar 2010 machte Herrmann gegen den VfL Bochum sein erstes Bundesligaspiel, als er in der 79. Spielminute für Filip Daems eingewechselt wurde. Wenige Sekunden nach seiner Einwechslung bereitete er den Anschlusstreffer durch Fabian Bäcker vor.

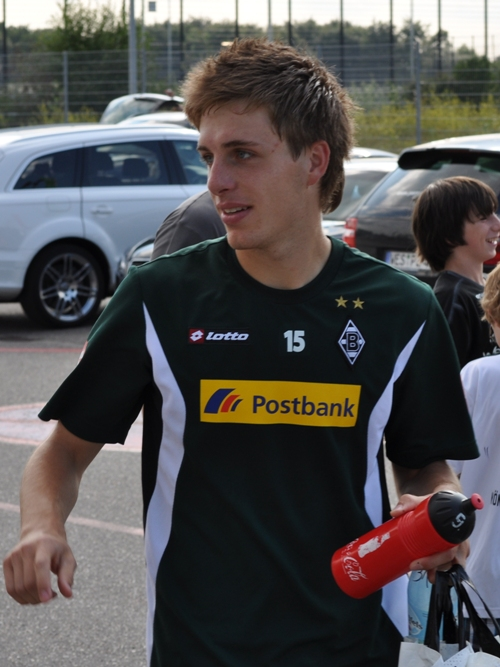
Patrick Herrmann (2010)

Sein Debüt in der Startelf absolvierte er am 19. März 2010 im Derby beim 1. FC Köln, das 1:1 endete. Er kam im Laufe der Monate und auch in der Saison 2010/11, in der man erst in der Relegation den Abstieg verhinderte, regelmäßig als Ergänzungsspieler zum Einsatz und konnte auch den ein oder anderen Startelf-Einsatz verbuchen. Den Sprung zur Stammkraft schaffte er in der Saison 2011/12 unter dem damals neuen Cheftrainer Lucien Favre. Auch nach einer schweren Schulterverletzung, die er sich am 18. Februar 2012 gegen den 1. FC Kaiserslautern zuzog, kam er schnell wieder in die Startelf seines Teams. Die Mannschaft wurde am Ende der Saison Vierter in der Fußball-Bundesliga und zog in die UEFA Champions-League-Qualifikation ein. Zudem wurde im selben Jahr das Halbfinale des DFB-Pokals erreicht, in dem man erst im Elfmeterschießen gegen Bayern München verlor; Herrmann verwandelte seinen Elfmeter gegen Manuel Neuer. Er bildete in der Spielzeit 2011/12 zusammen mit Marco Reus, Mike Hanke und Juan Arango die beste Offensive des Vereins im letzten Jahrzehnt. Herrmann erzielte in dieser Spielzeit sechs Tore und legte neun Tore auf. In der Saison 2013/14 qualifizierten sich Herrmann und seine Teamkollegen wieder für die UEFA Europa League. In der Fußball-Bundesliga erreichte man den sechsten Platz; Herrmann bestritt alle Spiele von Beginn an, erzielte sechs Tore und gab acht Torvorlagen.
Herrmann gab das Ende seiner aktiven Karriere zum Saisonende 2023/24 bekannt, um im Anschluss in der Sponsoring-Abteilung von Borussia Mönchengladbach zu arbeiten.

### Besondere Ereignisse
Am 29. August 2010 erzielte Herrmann im Spiel gegen Bayer 04 Leverkusen zwei Tore beim 6:3-Auswärtssieg in der BayArena. Ebenfalls zwei Tore schoss er am 20. Januar 2012 beim 3:1-Heimsieg gegen den FC Bayern München. In beiden Spielen wurde er zum Man of the Match gewählt. In der Saison 2012/13 war er zudem der treffsicherste Gladbacher. Im Februar 2012 zog er sich beim 2:1-Auswärtssieg der Gladbacher gegen den 1. FC Kaiserslautern eine schwere Schulterverletzung zu.
Anlässlich des 50-jährigen Jubiläums der Bundesliga wurde Herrmann 2013 in eine „Saarland-Jubiläums-Elf“ gewählt. Zur Wahl, die von dem Ellenfeld e. V. und dem Saarpark-Center organisiert worden war, standen alle Saarländer, die seit 1963 in der Bundesliga gespielt hatten. Im Oktober 2015 wurde bei ihm nach anhaltenden Schmerzen im linken Kniegelenk ein Riss des hinteren Kreuzbandes festgestellt.

### Nationalmannschaft
Patrick Herrmann durchlief die DFB-Jugend-Nationalmannschaften von der U-16 bis zur U-20. Im September 2010 gab er sein Debüt in der deutschen U-21-Auswahl, in der er unter anderem mit Mario Götze zusammen spielte. Er wurde zudem in den EM-Kader der U-21-Nationalmannschaft berufen und absolvierte alle Spiele der U-21-Europameisterschaft 2013 in Israel.
Bundestrainer Joachim Löw nominierte Herrmann am 24. März 2013 für das WM-Qualifikations-Spiel gegen Kasachstan in Nürnberg erstmals in das Aufgebot der deutschen A-Nationalmannschaft. Herrmann gehörte im folgenden Jahr zum erweiterten Kreis von 30 Spielern für die WM 2014, wurde jedoch nicht endgültig nominiert. Er debütierte schließlich am 10. Juni 2015 in Köln bei einer 1:2-Niederlage im Testspiel gegen die Vereinigten Staaten; er stand in der Anfangsformation und gab die Vorlage zur 1:0-Führung durch Mario Götze.

## Trivia
- Patrick Herrmann hält mit zusammen 312 Ein- und Auswechslungen in 351 Bundesliga-Spielen den Bundesliga-Rekord für die meisten Teilzeiteinsätze (Stand: Saisonende 2023/24).[13][14]